# Przylgowcowate
Przylgowcowate, przylgorękie, przylgowcowe (Thyropteridae) – rodzina ssaków z podrzędu mroczkokształtnych (Vespertilioniformes) w obrębie rzędu nietoperzy (Chiroptera).

## Rozmieszczenie geograficzne
Rodzina obejmuje żyjące współcześnie gatunki występujące w Ameryce.

## Podział systematyczny
Do rodziny należy jeden występujący współcześnie rodzaj:
- Thyroptera von Spix, 1823 – przylgowiec

Opisano również wymarły rodzaj z późnego miocenu:
- Amazonycteris Czaplewski & K.E. Campbell, 2017 – jedynym przedstawicielem był Amazonycteris divisa Czaplewski & Campbell, 2017